# Senneterre
Senneterre è un comune del Canada, situato nella provincia del Québec, nella regione di Abitibi-Témiscamingue.